# قايدو دانييلي
قايدو دانييلي (بالإيطالية: Guido Daniele)‏ هو رسام إيطالي، ولد في 1950 في سبرنية في إيطاليا.